# Tim Lee-Davey
Pas d'image ? Cliquez ici
Tim Lee-Davey (né le 20 février 1955) à Pembury en Angleterre est un ancien pilote de course automobile international britannique.

## Palmarès

### Résultats aux24 heures du Mans
| Année | Écurie               | Copilotes                                  | Voiture      | Classe | Tours | Pos. | Class Pos. |
| ----- | -------------------- | ------------------------------------------ | ------------ | ------ | ----- | ---- | ---------- |
| 1985  | Spice Engineering    | Neil Crang Tony Lanfranchi                 | Tiga GC84    | C2     | 225   | N.c. | N.c.       |
| 1987  | John Bartlett Racing | Robin Donovan Raymond Boutinaud (de)       | Bardon DB1/2 | C2     | 172   | Abd. | Abd.       |
| 1988  | Team Davey           | Tom Dodd-Noble (de)                        | Tiga GC88    | C1     | 5     | Abd. | Abd.       |
| 1989  | Team Davey           | Tom Dodd-Noble (de) Katsunori Iketani (en) | Porsche 962C | C1     | 308   | 15e  | 11e        |
| 1990  | Team Davey           | Max Cohen-Olivar Giovanni Lavaggi          | Porsche 962C | C1     | 306   | 19e  | 19e        |

### Résultats auChampionnat du monde des voitures de sport
| Année | Écurie                   | Châssis      | Classe   | 1      | 2       | 3       | 4        | 5       | 6       | 7       | 8       | 9        | 10      | 11    | Total points | Classement |
| ----- | ------------------------ | ------------ | -------- | ------ | ------- | ------- | -------- | ------- | ------- | ------- | ------- | -------- | ------- | ----- | ------------ | ---------- |
| 1984  | Nayler Road & Motorsport | Tiga 83TSGT  | IMSA GTP | MON    | SYL     | LMS     | NÜR      | BHC DNS | MOS     | SPA     | IMO     | FUJ      | KYA     | SAN   | 0            | N/A        |
| 1985  | Spice Engineering        | Tiga GC84    | C2       | MUG    | MON     | SIL Ab. | LMS N.c. | HOC     | MOS     | SPA     | BHC Ab. | FUJ      | SEL     |       | 0            | N/A        |
| 1986  | Tiga Team                | Tiga GC84    | C1       | MON    | SIL     | LMS DNQ | NOR      | BHC Ab. | JER     | NÜR 11  | SPA Ab. | FUJ Ab.  |         |       | 0            | N/A        |
| 1987  | John Bartlett Racing     | Bardon DB1/2 | C2       | JAR    | JER     | MON     | SIL      | LMS Ab. |         |         |         |          |         |       | 0            | N/A        |
| 1987  | Tiga Team                | Tiga GC87    | C1       |        |         |         |          |         | NOR     | BHC     | NÜR Ab. | SPA N.c. | FUJ Ab. |       | 0            | N/A        |
| 1988  | Team Davey               | Tiga GC88    | C1       | JER    | JAR     | MON     | SIL      | LMS Ab. | BRN DNS | BHC     |         |          |         |       | 12           | 52         |
| 1988  | Team Davey               | Porsche 962  | C1       |        |         |         |          |         |         |         | NÜR Ab. | SPA 8    | FUJ Ab. | SAN 6 | 12           | 52         |
| 1988  | ADA Engineering          | ADA 03       | C2       |        |         |         |          |         |         | BHC Ab. |         |          |         |       | 12           | 52         |
| 1989  | Team Davey               | Porsche 962  | C1       | SUZ 22 | DIJ 25  | JAR 16  | BHC 14   | NÜR Ab. | DON DNS | SPA Ab. | MEX 11  |          |         |       | 0            | N/A        |
| 1990  | Team Davey               | Porsche 962  | C        | SUZ 17 | MNZ DSQ | SIL 13  | SPA 17   | DIJ Ab. | NÜR     | DON 17  | MON Ab. | MEX      |         |       | 0            | N/A        |
| 1991  | Team Davey               | Porsche 962  | C        | SUZ    | MON     | SIL     | LMS DNQ. | NUR     | MAG     | MEX     | AUT     |          |         |       | 0            | N/A        |

| Couleur | Résultat                     |
| ------- | ---------------------------- |
| Or      | Vainqueur                    |
| Argent  | 2e place                     |
| Bronze  | 3e place                     |
| Vert    | Terminé, dans les points     |
| Bleu    | Terminé, pas dans les points |
| Violet  | Abandon (Ab.) ou (Ret)       |
| Violet  | Non classé (NC)              |
| Rouge   | Pas qualifié (DNQ)           |
| Noir    | Disqualifié (DSQ)            |
| Blanc   | Pas au départ (DNS)          |
| Blanc   | Forfait (WD)                 |
| Blanc   | N'a pas participé (DNP)      |
| Blanc   | Blessé (INJ)                 |
| Blanc   | Exclu (EX)                   |
| Blanc   | Course annulée (C)           |